# Webbie
Webbie, właściwie Webster Gradney, Jr. (ur. 6 września 1985 r.) – amerykański raper pochodzący z Baton Rouge w stanie Luizjana.

## Dyskografia
Albumy studyjne
- 2005: Savage Life
- 2008: Savage Life 2
- 2011: Savage Life 3

Wspólne albumy
- 2003: Pimp C Present... Ghetto Stories (oraz Lil Boosie)
- 2005: Gangsta Musik (oraz Lil Boosie)
- 2007: Trill Entertainment Presents: Survival of the Fittest (oraz Foxx, Lil Boosie & Trill Fam)
- 2010: Trill Entertainment Presents: All or Nothing (oraz Foxx, Lil Boosie & Trill Fam)

## Filmografia
- Ghetto Stories: The Movie (2010)